# Volkswagen Passat B2
Volkswagen Passat B2 var den anden modelgeneration af den store mellemklassebil Passat fra den tyske bilfabrikant Volkswagen. Modellen afløste Passat B1 i oktober 1980, og blev i foråret 1988 afløst af Passat B3.

## Modelhistorie

### Generelt
Passat B2 (internt også betegnet 32B) fulgte i det store hele konceptet fra forgængeren B1. Det nye karrosseri var længere og bredere; nyt var også bagakslen med fjederdæmperenheder samt "sporkorrigerende" gummiled, som under sidekraftindflydelse blev hårdere i længderetningen.
I februar 1981 kom stationcarudgaven Variant (internt benævnt 33B) samt den tredørs combi coupé på markedet. I september måned samme år fulgte den bedre udstyrede sedanudgave Santana, som i USA hed Quantum.
I august 1982 fulgte en turbodieselmotor, og i oktober 1984 den firehjulstrukne Passat Variant Syncro.

### Karrosserivarianter
Den mest udbredte variant var og er den femdørs stationcar (salgsbetegnelse: Variant), men Passat fandtes også som tre- og femdørs combi coupé (Liftback) samt i sedanversionen Santana.
Passat og Santana adskilte sig også på frontpartiet. Hvor Passat havde tågeforlygter ved siden af hovedforlygterne og blinklys i kofangeren, havde Santana forlygter i ét stykke med blinklys (som oftest med hvide dækglas) i forskærmshjørnerne.
- Bagfra
- Volkswagen Passat tredørs (1981–1985)
- Volkswagen Passat Variant (1981–1985)
- Volkswagen Passat (1980–1985)
- Volkswagen Santana (1981–1984)
- Bagfra

### Facelift
I januar 1985 gennemgik Passat et facelift. Den faceliftede model kunne bl.a. kendes på nye kofangere, en større ribbet kølergrill, nydesignede tågeforlygter og kabine, andre baglygter på Liftback samt en påklæbet i stedet for med gummi befæstiget bagrude. Den tredørs Liftback udgik, mens Santana blev omdøbt til Passat (Limousine) og gennemgik de samme ændringer.
- Volkswagen Passat Liftback (1985–1988)
- Bagfra
- Volkswagen Passat Variant (1985–1988)

I marts 1988 blev produktionen indstillet. Den firehjulstrukne Syncro-model fortsatte dog frem til juli måned samme år.
Med 3.345.248 i Tyskland og i alt mere end 4,5 mio. fremstillede biler var Passat B2 en succesfuld bil. De i Europa solgte modeller blev bygget på Volkswagens fabrikker i Emden og Bruxelles.

### Gearkasser
Volkswagen Passat B2 fandtes med en almindelig firetrins manuel gearkasse og med en såkaldt "4+E-gearkasse", som kunne reducere brændstofforbruget. Det ekstra femte gear var et såkaldt "energisparegear", som var højere udvekslet end et konventionelt femte gear. Bilens topfart kunne ikke opnås i dette gear, hvorfor der ved motorvejskørsel blev brugt mindre brændstof ved lavere omdrejningstal, hvilket også reducerede motorstøjen.

### "Formel E"
Modellen "Formel E" med 1,6-litersmotor med 75 hk havde ud over 4+E-gearkasse også et start/stop-system, som reducerede brændstofforbruget i stilstand. På viskerkontaktarmen var der monteret en kontakt, som ved betjening standsede motoren. Hvis man trådte på koblingspedalen og speederen samtidigt, gik motoren i gang igen.

### Specialmodeller
Der blev gennem tidens løb markedsført flere forskellige specialmodeller, som var baseret på en grundudstyr med indskrænket farvevalg og havde flere former for ekstraudstyr til en til sammenligning lav pris.
Eksempler herpå er modellerne Tramp, Trophy, Trend, TA-Passat, Topic, Carat og Arena.

### Syncro
Versionen med firehjulstræk (type 32B-299) kom på markedet i efteråret 1984 under betegnelsen Syncro, og var udstyret med Audis quattro-system og baseret på den på Frankfurt Motor Show 1983 udstillede prototype Passat Variant Tetra.
Undervognen til Passat Variant Syncro var anderledes udført end på de forhjulstrukne versioner med bl.a. større midtertunnel for at gøre plads til kardanakslen. Bagi forsvandt reservehjulsbrønden, som måtte vige pladsen for den bagudrykkede brændstoftank og den modificerede bagaksel med hjælperammer, skråled og differentiale.
Reservehjulet, som af pladsgrunde kun var et lille nødhjul, var her placeret i venstre side af bagagerummet under en afdækning. Bilen trak gennem et spærbart midterdifferentiale permanent på alle fire hjul med en fordeling på 50% fortil og 50% bagtil ved uspærret midterdifferentiale. Syncro-modellerne fandtes kun som Variant, og i den første tid kun med GT-udstyr og de femcylindrede motorer på 2,0 liter/85 kW (115 hk) og 2,2 liter/88 kW (120 hk) med katalysator, fra 1985 også i basisversionen C med 1,8 liter/66 kW (90 hk), dels med karburator og dels med benzinindsprøjtning og katalysator.

### Studie "Electronic"
På Frankfurt Motor Show 1983 blev ud over Passat Variant Tetra også den anden prototype "Electronic" præsenteret. Kendetegnene for denne model var firehjulstræk med ABS, en 2,2-liters femcylindret turbomotor med 147 kW (200 hk) fra Audi Quattro, sportssæder med lændehvirvelstøtte, elektrisk lyslængderegulering, trinløs afblænding, fartpilot, opvarmelige forrudesprinklerdyser samt el-ruder med sikkerhedsautomatik.

### Eksport- og udlandsmodeller
Også i udlandet var og er Passat B2 elsket; Variant blev i USA solgt som Volkswagen Quantum, i Mexico Volkswagen Corsar og i Argentina Volkswagen Carat. I Brasilien blev Passat solgt som Santana og Quantum (Variant) (her fandtes der også en simpel todørs version af Santana), og med mindre karrosserimodifikationer også under mærket Ford som Ford Versailles (sedan) og Ford Royale (stationcar). Ford Royale fandtes i modsætning til forbilledet fra Volkswagen også som tredørs stationcar. Dermed fandtes Passat B2 i seks forskellige grundkarrosseriformer. I Kina fremstilles Variant og sedan stadigvæk (december 2014) under navnet Santana.
I årenes løb blev der på alle efter 1992 i Sydafrika fremstillede modeller udført massive ændringer på teknik og design, så den til sidst kom til at ligne den i 1993 i Tyskland introducerede Passat B4. I Kina fandtes der også en version af den kraftigt modificerede brasilianske Santana med forlænget akselafstand, hvor især området mellem B- og C-søjlerne var blevet forlænget. Versionen med lang akselafstand hed Santana 2000 (frem til februar 2003), Santana 3000 (fra marts 2003) og Santana Vista (fra slutningen af 2007). Begge versioner af Santana fremstilles parallelt i Kina.
- Volkswagen Quantum (1981–1985)
- Volkswagen Quantum (1985–1988)
- Bagfra
- Volkswagen Santana 3000

## Sikkerhed
Det svenske forsikringsselskab Folksam vurderer flere forskellige bilmodeller ud fra oplysninger fra virkelige ulykker, hvorved risikoen for død eller invaliditet i tilfælde af en ulykke måles. I rapporterne Hur säker är bilen? er/var Passat i årgangene 1981 til 1988 klassificeret som følger:
- 1999: Mindst 20% bedre end middelbilen[3]
- 2007: Dårligere end middelbilen[4]
- 2009: Dårligere end end middelbilen[5]
- 2011: Dårligere end middelbilen[6]

## Motorer
De på langs monterede basismotorer kom fra Volkswagen, mens motorerne fra 100 hk og opefter stammede fra Audi.

### Benzinmotorer
| Model | Cylindre | Slagvolume cm³ | Max. effekt kW (hk) / omdr. | Max. drejningsmoment Nm / omdr. | Motor- kende- bogstaver | Fødesystem    | Katalysator | 0-100 km/t sek.1 | Topfart km/t1 | Byggeår          | Bemærkninger                    |
| ----- | -------- | -------------- | --------------------------- | ------------------------------- | ----------------------- | ------------- | ----------- | ---------------- | ------------- | ---------------- | ------------------------------- |
| 1,3   | 4        | 1272           | 40 (55) / 5800              | 92 / 3400                       | FY                      | Karburator    | Ingen       | 18,0             | 148           | 10/1980 − 7/1983 |                                 |
| 1,3   | 4        | 1272           | 44 (60) / 5800              | 95 / 3800                       | FZ                      | Karburator    | Ingen       | 16,6             | 152           | 10/1980 − 7/1983 | Til eksportmodeller             |
| 1,3   | 4        | 1296           | 44 (60) / 5600              | 100 / 3500                      | EP                      | Karburator    | Ingen       | 16,8             | 152           | 8/1983 − 7/1987  |                                 |
| 1,6   | 4        | 1588           | 48 (65) / 5000              | 115 / 3000                      | WP                      | Karburator    | Ingen       |                  |               | 8/1980 − 7/1981  | Til lande med lavt oktantal     |
| 1,6   | 4        | 1588           | 51 (70) / 5600              | 121 / 3000                      | YY                      | Karburator    | Ingen       | 14,9             | 160           | 8/1980 − 7/1981  | Til Østrig                      |
| 1,6   | 4        | 1588           | 51 (70) / 5200              | 123 / 3200                      | WVA                     | Karburator    | Ingen       | 14,9             | 160           | 8/1981 − 7/1983  | Til Østrig                      |
| 1,6   | 4        | 1588           | 55 (75) / 5600              | 119 / 3000                      | WY                      | Karburator    | Ingen       | 14,0             | 164           | 11/1980 − 7/1983 | Til Schweiz og Sverige          |
| 1,6   | 4        | 1588           | 55 (75) / 5600              | 121 / 3200                      | YN                      | Karburator    | Ingen       | 14,0             | 164           | 11/1980 − 7/1981 |                                 |
| 1,6   | 4        | 1588           | 55 (75) / 5600              | 121 / 3200                      | WV                      | Karburator    | Ingen       | 14,0             | 164           | 8/1981 − 7/1983  |                                 |
| 1,6   | 4        | 1588           | 63 (85) / 5600              | 127 / 3200                      | YP                      | Karburator    | Ingen       | 12,8             | 170           | 2/1981 − 12/1982 |                                 |
| 1,6   | 4        | 1595           | 51 (70) / 5200              | 118 / 2700                      | PP                      | Karburator    | Reguleret   | 14,6             | 160           | 3/1987 − 3/1988  |                                 |
| 1,6   | 4        | 1595           | 53 (72) / 5200              | 120 / 2700                      | RL                      | Karburator    | Ureguleret  | 14,1             | 162           | 8/1986 − 3/1988  |                                 |
| 1,6   | 4        | 1595           | 55 (75) / 5500              | 125 / 2500                      | JU                      | Karburator    | Ingen       | 13,6             | 164           | 1/1985 − 7/1986  |                                 |
| 1,6   | 4        | 1595           | 55 (75) / 5000              | 125 / 2500                      | DT                      | Karburator    | Ingen       | 13,6             | 164           | 8/1983 − 3/1988  |                                 |
| 1,7   | 4        | 1715           | 54 (73) / 5000              | 122 / 3000                      | WT                      | Karburator    | Ingen       |                  |               | 8/1981 − 7/1983  | Kun for USA                     |
| 1,8   | 4        | 1781           | 64 (87) / 5000              | 143 / 3200                      | RM                      | Karburator    | Ureguleret  | 11,9             | 171           | 8/1986 − 3/1988  |                                 |
| 1,8   | 4        | 1781           | 66 (90) / 5200              | 145 / 3300                      | DS                      | Karburator    | Ingen       | 11,5             | 176           | 1/1983 − 7/1988  |                                 |
| 1,8   | 4        | 1781           | 66 (90) / 5200              | 145 / 3300                      | JV                      | Karburator    | Ingen       | 11,5             | 173           | 8/1984 − 3/1988  |                                 |
| 1,8   | 4        | 1781           | 66 (90) / 5500              | 1372 / 3250                     | JN                      | Indsprøjtning | Reguleret   | 11,8             | 173           | 8/1983 − 7/1988  |                                 |
| 1,8   | 4        | 1781           | 82 (112) / 5800             | 160 / 3500                      | DZ                      | Indsprøjtning | Ingen       |                  |               | 12/1983 − 7/1984 |                                 |
| 1,9   | 5        | 1921           | 85 (115) / 5900             | 154 / 3700                      | WN                      | Karburator    | Ingen       | 10,6             | 188           | 1/1981 − 7/1983  |                                 |
| 2,0   | 5        | 1994           | 83 (113) / 5400             | 160 / 3200                      | SK                      | Indsprøjtning | Ureguleret  |                  |               | 4/1986 − 11/1986 |                                 |
| 2,0   | 5        | 1994           | 85 (115) / 5400             | 165 / 3200                      | JS                      | Indsprøjtning | Ingen       | 10,5             | 188           | 8/1983 − 3/1988  |                                 |
| 2,0   | 5        | 1994           | 85 (115) / 5500             | 164 / 3200                      | HP                      | Indsprøjtning | Ingen       | 11,1             | 182           | 8/1983 − 7/1988  |                                 |
| 2,0   | 5        | 1994           | 103 (140) / 6400            | 175 / 4800                      | JD                      | Indsprøjtning | Ingen       |                  |               | 1/1987 − 10/1989 | Med 20 ventiler; kun for Japan  |
| 2,1   | 5        | 2144           | 85 (115) / 5300             | 168 / 4000                      | WE                      | Indsprøjtning | Ingen       |                  |               | 1/1981 − 7/1983  | Med AGR; til Schweiz og Sverige |
| 2,2   | 5        | 2226           | 85 (115) / 5500             | 165 / 2500                      | KX                      | Indsprøjtning | Reguleret   | 10,6             | 188           | 8/1985 − 3/1988  |                                 |
| 2,2   | 5        | 2226           | 88 (120) / 5500             | 170 / 3000                      | JT                      | Indsprøjtning | Reguleret   | 10,7             | 184           | 8/1985 − 7/1988  | Kun for Syncro                  |
| 2,2   | 5        | 2226           | 100 (136) / 5700            | 184 / 3550                      | KV                      | Indsprøjtning | Ingen       | 9,5              | 197           | 1/1985 − 3/1988  |                                 |
| 2,2   | 5        | 2226           | 100 (136) / 5700            | 184 / 3550                      | HY                      | Indsprøjtning | Ingen       | 9,5              | 197           | 8/1984 − 7/1988  | Med AGR; til Schweiz og Sverige |

Samtlige versioner med benzinmotor er E10-kompatible.

### Dieselmotorer
| Model   | Cylindre | Slagvolume cm³ | Max. effekt kW (hk) / omdr. | Max. drejningsmoment Nm / omdr. | Motor- kende- bogstaver | Fødesystem    | Katalysator | 0-100 km/t sek.1 | Topfart km/t1 | Byggeår          | Bemærkninger |
| ------- | -------- | -------------- | --------------------------- | ------------------------------- | ----------------------- | ------------- | ----------- | ---------------- | ------------- | ---------------- | --- |
| 1,6 D   | 4        | 1588           | 40 (54) / 4800              | 104 / 2000                      | CR                      | Hvirvelkammer | Ingen       | 20,5             | 143           | 8/1980 − 7/1982  | |
| 1,6 D   | 4        | 1588           | 40 (54) / 4800              | 100 / 2300 − 2700               | JK                      | Hvirvelkammer | Ingen       | 20,3             | 143           | 8/1981 − 3/1988  | |
| 1,6 TD  | 4        | 1588           | 51 (70) / 4500              | 133 / 2500 − 2900               | CY                      | Hvirvelkammer | Ingen       | 15,6             | 157           | 12/1981 − 3/1988 | |
| 1,6 TD  | 4        | 1588           | 51 (70) / 4500              | 133 / 2800                      | MD                      | Hvirvelkammer | Ingen       | 15,6             | 157           | 8/1984 − 7/1985  | Kun for USA |
| 1,6 TDS | 4        | 1588           | 59 (80) / 4500              | 155 / 2500 − 3000               | RA                      | Hvirvelkammer | Ingen       |                  |               | 5/1986 − 3/1988  | Med ladeluftkøler. I Passat B2 kun benyttet i interne testbiler; i serieproduktion først benyttet fra 1989 i Golf II, Jetta II og Passat B3. |

De femcylindrede motorer og dieselmotorerne kunne ikke leveres i Brasilien og Kina.

## Udstyrsvarianter

### Til 1982

#### Passat
- Passat = Basismodel med 1,3-litersmotor
- S = Basismodel med 1,6-litersmotor
- D = Basismodel med dieselmotor
- L = L-udstyr med 1,3-litersmotor
- LS = L-udstyr med 1,6-litersmotor
- L5S (til 3/1981) hhv. LS5 (fra 3/1981) = L-udstyr med femcylindret motor
- LD = L-udstyr med dieselmotor
- GL = GL-udstyr med 1,3-litersmotor
- GLS = GL-udstyr med 1,6-litersmotor
- GL5S (til 3/1981) hhv. GLS5 (fra 3/1981) = GL-udstyr med femcylindret motor
- GLD = GL-udstyr med dieselmotor

#### Santana
- CL = L-udstyr
- CL5 = L-udstyr med femcylindret motor
- GL = GL-udstyr
- GL5 = GL-udstyr med femcylindret motor

### Fra 1982

#### Passat
- Passat = Basismodel fra og med modelår 1987
- C = Basismodel til og med modelår 1986
- CL = L-udstyr
- CL5 = L-udstyr med femcylindret motor til 12/1984
- GL = GL-udstyr
- GL5 = GL-udstyr med femcylindret motor til 12/1984
- Carat = Carat-udstyr
- GT = GT-udstyr

#### Santana
- CX = Basismodel (fra 8/1983)
- LX = L-udstyr
- LX5 = L-udstyr med femcylindret motor
- GX = GL-udstyr
- GX5 = GL-udstyr med femcylindret motor